# Paul Leder
Paul Leder (ur. 25 marca 1926 w Springfield, zm. 9 kwietnia 1996 w Los Angeles) – amerykański reżyser, producent, scenarzysta, aktor i montażysta filmowy.